# Conus diadema
Conus diadema é uma espécie de gastrópode do gênero Conus, pertencente à família Conidae.

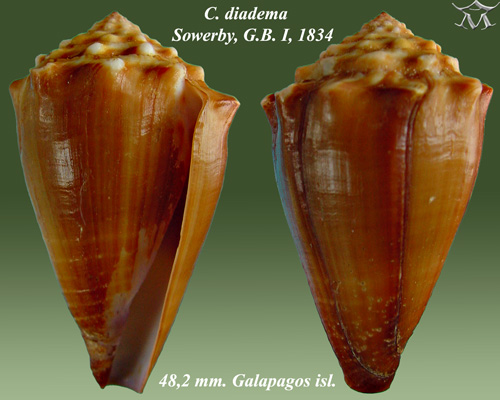
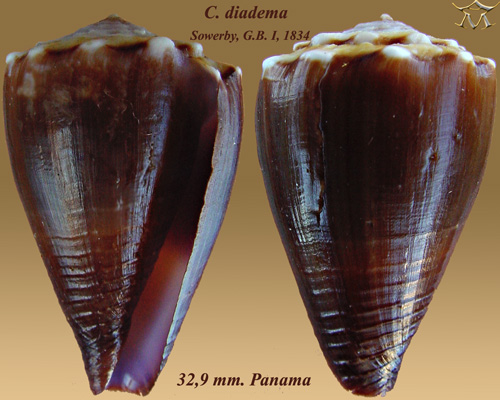